# Israel Offmann
Israel Offmann (* 20. Juli 1925 in Tschenstochau; † 9. Mai 2018 in Straubing) war 1. Vorsitzender der Israelitischen Kultusgemeinde Straubing.

## Werdegang
Offmann wurde im polnischen Tschenstochau geboren. Als 15-Jähriger wurde er im Ghetto Tschenstochau von der Gestapo wegen des Schmuggelns von Gewehren verhaftet. Er wurde ins KZ Auschwitz verbracht, wo er als Dolmetscher Verwendung fand, später ins KZ Sachsenhausen, KZ Oranienburg und schließlich in das Außenlager Ganacker bei Landau an der Isar. Als die US Army das Lager befreite, war er bis auf 29 Kilo abgemagert. Seine Eltern und vier Geschwister waren ermordet worden.
Er ging nach Palästina und nahm dort am Unabhängigkeitskrieg teil, kehrte dann wieder nach Deutschland zurück und Straubing wurde zur neuen Heimat. Als Vorsitzender der Israelitischen Kultusgemeinde, lange Jahre die kleinste in Deutschland, setzte er sich für den Fortbestand der Synagoge, die einzige noch erhaltene in Niederbayern, ein. Mit Ankunft der jüdischen Kontingentflüchtlinge nach dem Zerfall der Sowjetunion Mitte der 1990er-Jahre wuchs die Gemeinde von 60 auf über 1800 Mitglieder. Zeitweise war er Direktoriumsmitglied im Zentralrat der Juden in Deutschland.

## Ehrungen
- 2007: Verdienstkreuz 1. Klasse der Bundesrepublik Deutschland

Nach ihm ist der „Israel-Offmann-Toleranz-Preis“ der Gesellschaft für christlich-jüdische Zusammenarbeit in Niederbayern benannt.